# Val di Landro
Le val di Landro (en allemand : Höhlensteintal) est une vallée caractérisée par une présence relativement faible d'œuvres humaines, qui relie Dobbiaco à Cortina d'Ampezzo, ou plus précisément le val Pusteria au bassin d'Ampezzo.

## Toponyme
Le toponyme allemand (Höhlensteintal) provient probablement de Höllental ou Hölltal, une petite vallée latérale de la vallée de Landro.

## Géographie

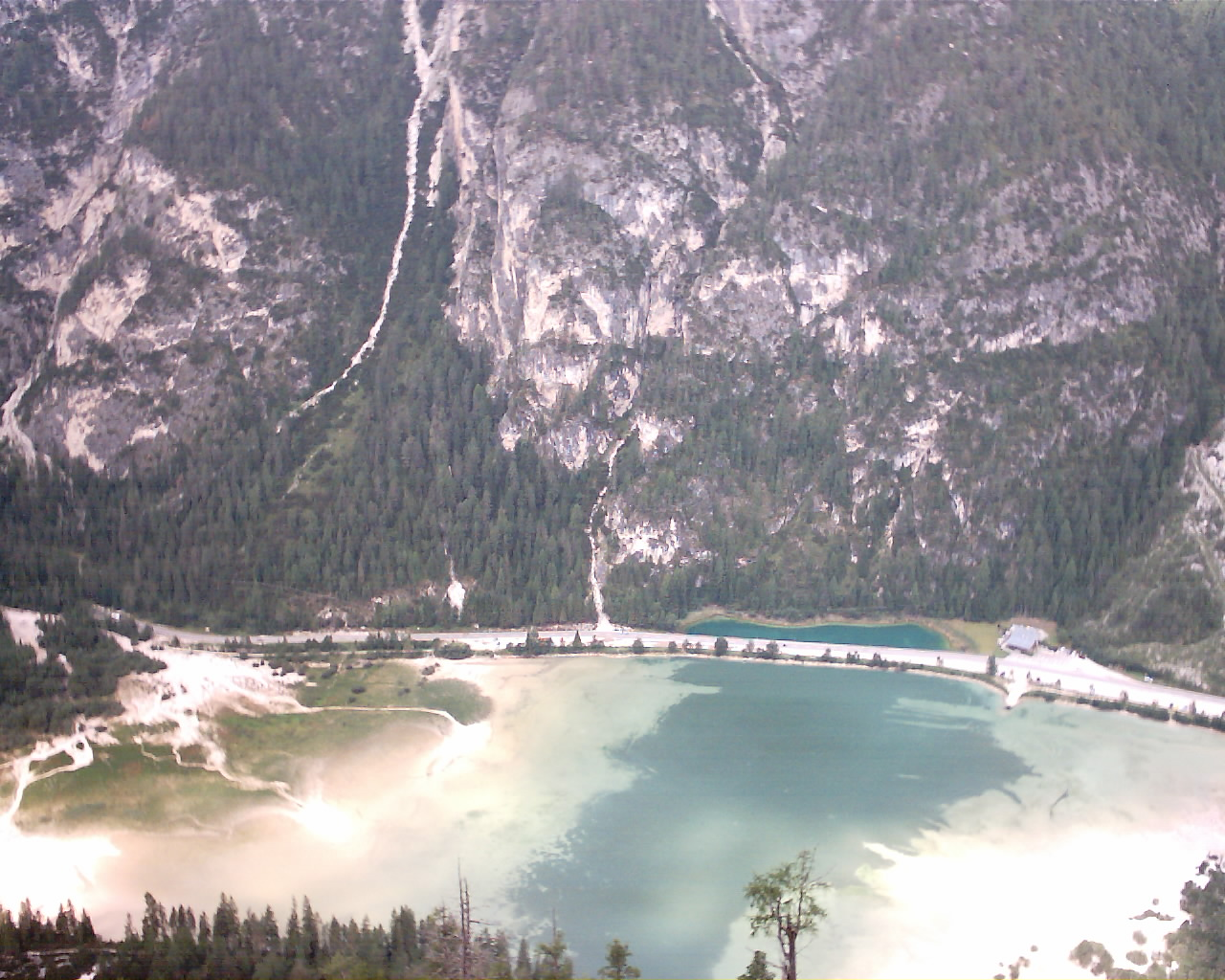
Le lac de Landro vu du Monte Piana.

La vallée comprend la commune de Dobbiaco ainsi que les hameaux de Landro, Carbonin et Misurina. Elle est traversée par le tronçon initial du torrent Rienza qui traverse ensuite tout le val Pusteria. Elle sépare les Dolomites de Braies des Dolomites de Sesto.
La vallée forme la frontière entre deux parcs naturels régionaux de la province autonome de Bolzano : le parc naturel Fanes-Sennes et Braies et le parc naturel des Tre Cime. 
La vallée est également célèbre pour le lac du même nom, le lac de Landro, qui reflète certains des sommets des Dolomites : le Cristallo et le Monte Piana. Le lac de Dobbiaco est situé dans la partie nord de la vallée.

### Principaux sommets
Le val di Landro est une vallée très étroite, entourée de hauts sommets de Dolomites : 
- côté ouest : Monte Serla (2 378 m), Monte Casamuzza (2 333 m), Picco di Vallandro (2 839 m), Monte Specie (2 308 m), Croda Rossa d’Ampezzo (3 146 m) ;
- côté est, quelques pics des Dolomites de Sesto : Cima Nove (2 618 m), Croda dei Baranci (2 905 m), Croda dell'Acqua (2 251 m), Cime Bulla (2 800 m), Monte Rudo (2 607 m), Mont Piana (2 324 m), Tre Cime di Lavaredo (2 999 m), Cadini di Misurina (2 839 m) ;
- côté sud : Cristallo (3 221 m), Monte Cristallino (2 775 m), Piz Popena (3 152 m).

## Histoire

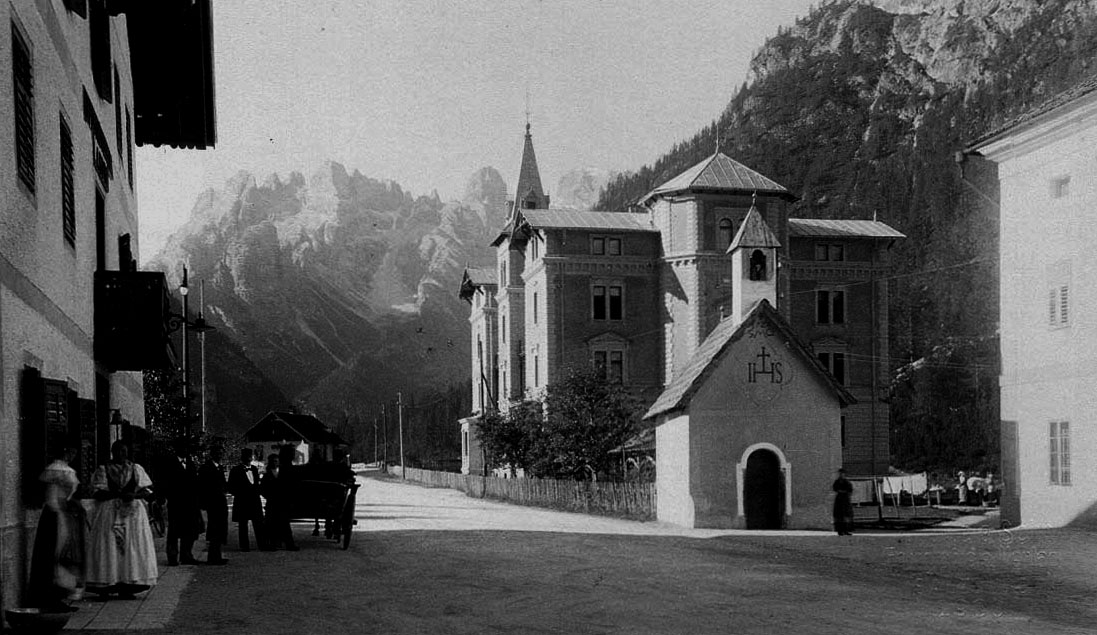
Photo historique de Landro.

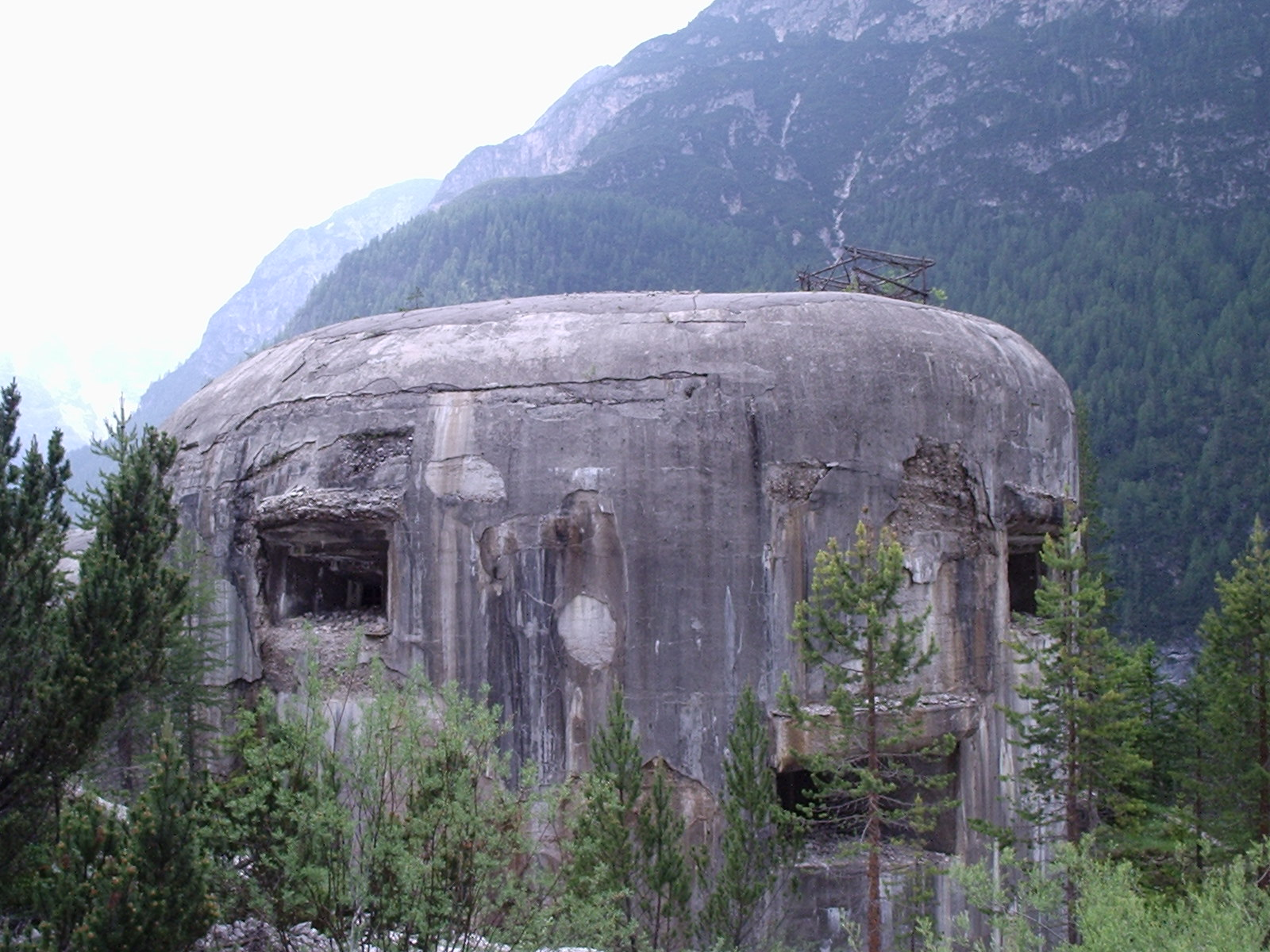
Le bunker 3, à la limite du val di Landro.

La route qui traverse la vallée existait déjà à l’époque des Croisades, alors qu’il s’agissait d’une petite route à peine praticable.
Au milieu du XVIIe siècle, la route fut agrandie de 2,5 mètres. En 1829, l’Autriche décida d’inaugurer la route d’Alemagna, construite à l’initiative de l’archiduc Rainier, frère de l’empereur François Ier.
Au XVIIIe siècle, à quelques kilomètres de la vallée se trouvait la frontière entre l’empire d’Autriche et la république de Venise ; sur certains sommets, on peut encore trouver le lion de Saint-Marc et le bouclier d'Autriche, témoins de l'ancienne frontière.
En 1830, la haute croix fut érigée au début du val de Landro avec l'inscription : Weg nach Welschland, « la route vers l'étranger ».
La route a été déclarée Route de l'Empire le 3 mai 1832, ce qui en fait une route postale, où les diligences peuvent changer de chevaux.
La proximité de la frontière a eu des conséquences fatales sur le pays de Landro qui, dans le passé, avait même accueilli des personnalités telles que le roi des Belges, qui en a fait son lieu de vacances d'été. Avant le début du conflit, le pays de Landro avait été complètement rasé. Il y a actuellement des traces de la vieille ville et seulement un hôtel ainsi qu'un point d'observation sur les trois sommets de Lavaredo.
La plupart des gens ignoraient le val di Landro jusqu'au début du XXe siècle et ce n'était pas une destination touristique prestigieuse. La vallée était surtout habitée par des bergers, des bûcherons et des chasseurs locaux. Le tourisme dans la vallée est né du début du XIXe siècle, parallèlement au développement du tourisme autour du lac de Misurina. Il semble qu’à l’époque la princesse Sissi y a également séjourné.

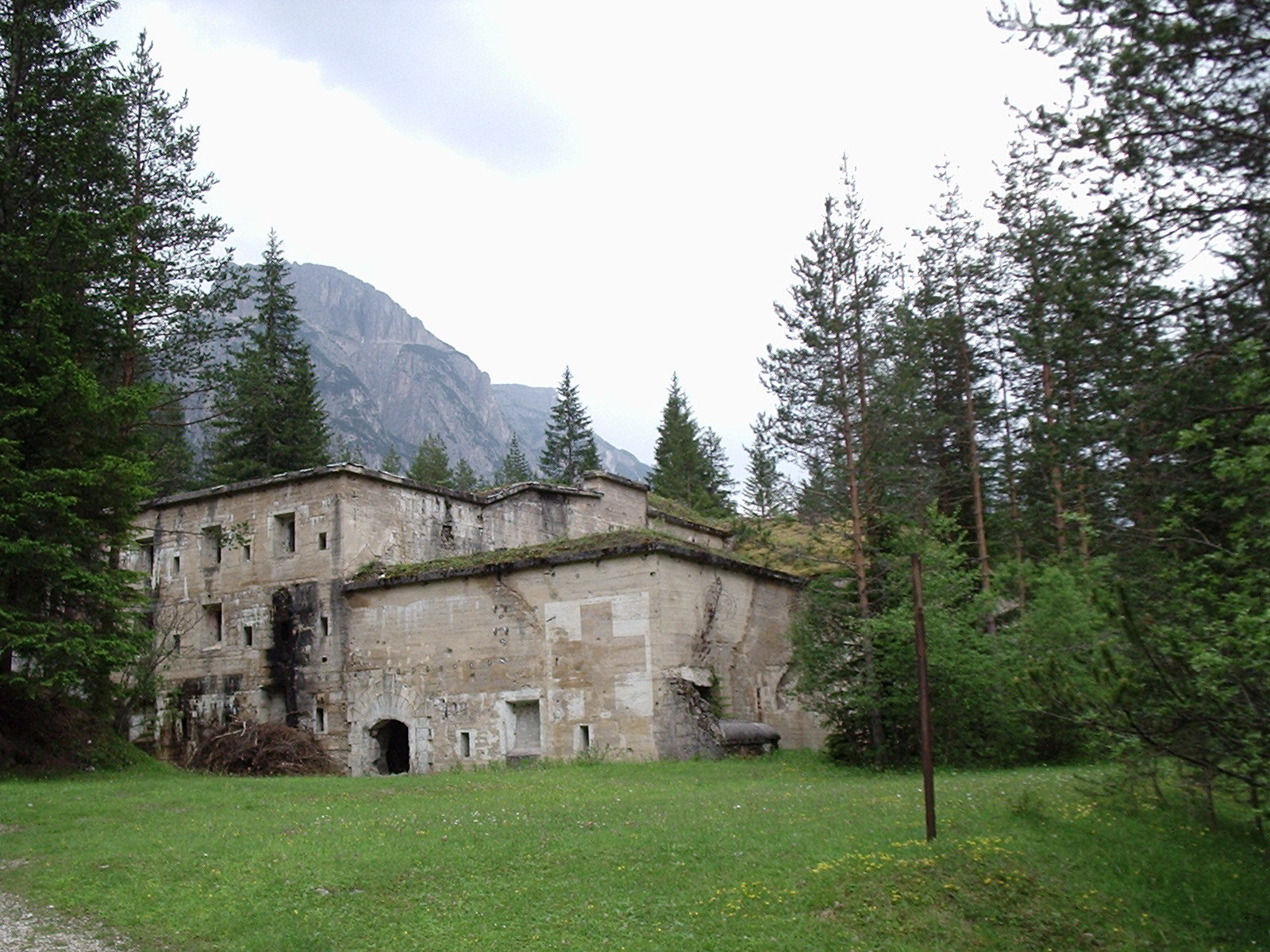
Le fort de Landro.

Pendant les deux guerres mondiales, la vallée fut fortifiée. Lors du premier conflit, Landro était un territoire autrichien. Certains forts furent donc construits pour défendre le territoire austro-hongrois des invasions italiennes. Le fort de Landro a été construit dans le fond de la vallée et le fort Prato Piazza, au sommet de la montagne. Le premier n’était pas réellement utilisé comme structure défensive pendant la Première Guerre mondiale. Au cours de la Seconde Guerre mondiale, le territoire faisait partie de l'Italie et était donc fortifié afin de défendre les frontières italiennes.
Un film d'action a également été tourné dans les sommets entourant la vallée, en 1993, avec Sylvester Stallone : Cliffhanger : Traque au sommet.

## Fours de fusion

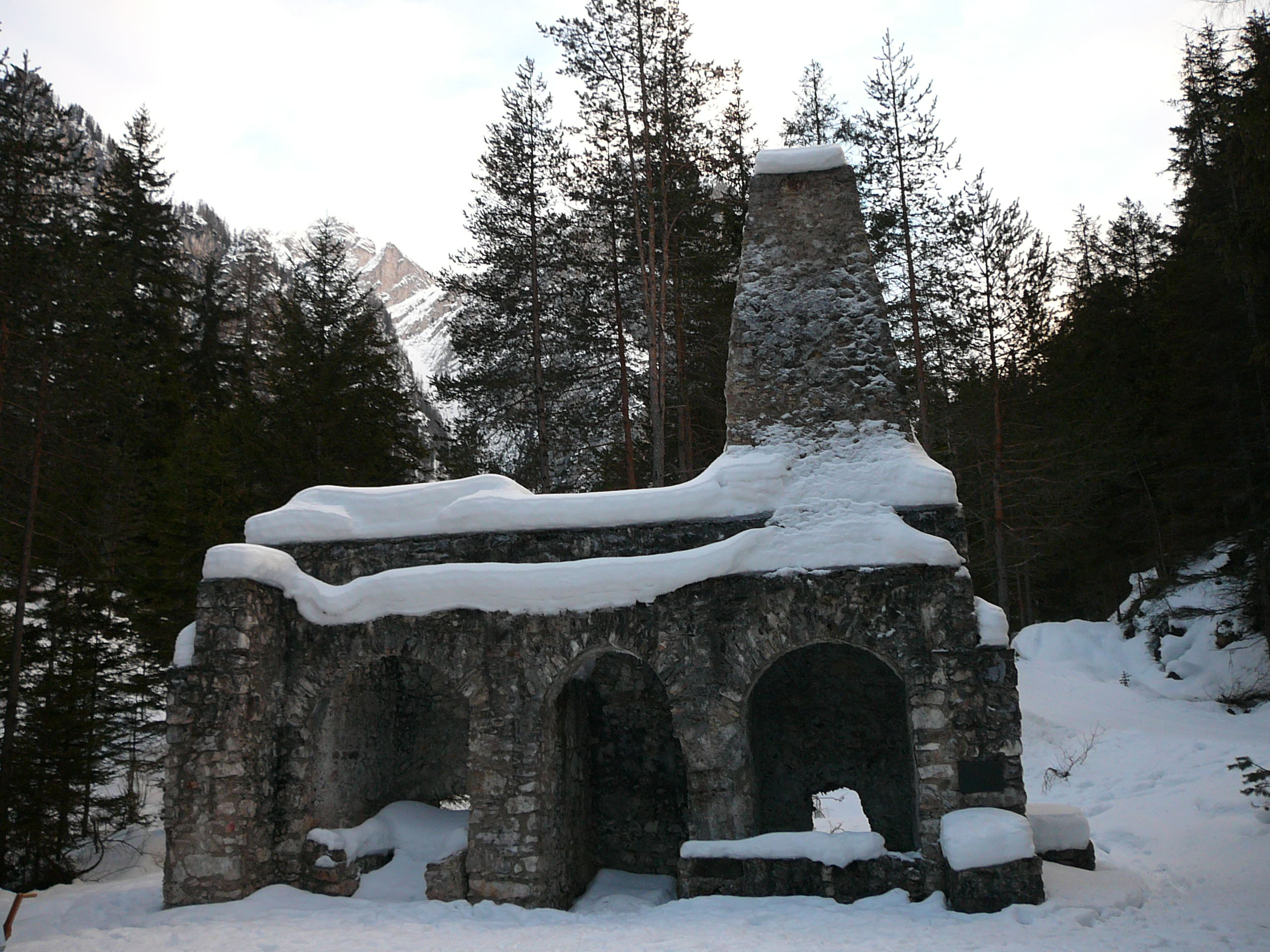
Un four de fusion.

Le long de la vallée, à Klauskofel, des fours à fusion ont été construits. Ils y ont fondu du gallium et du plomb vers le XIIe siècle, puis ont été utilisés pour créer des alliages d’autres métaux, du cuivre et de l’argent, voire de petites quantités d’or.
À l'aide des chambres à air à commande hydraulique, il était possible d'atteindre rapidement la température de fusion afin de faire fondre le plomb et le zinc. La plomberie remonte au XVIe siècle et les matériaux de la vallée voisine de Canopi ont été fondus. Le plomb obtenu ici a été vendu à des fonderies d’argent.
À l'origine, il s'agissait de deux fours, dont il ne reste aujourd'hui qu'un seul. Le puits carré muré du four était tapissé d'argile et rempli de minerai métallique et de charbon de bois. À l'époque, le foyer et la chambre de fusion n'étaient pas séparés et lorsque le charbon atteignait une température élevée, le métal fondait. La masse fondue a été collectée dans la partie inférieure des fours, puis coulée dans des moules spéciaux, à travers un trou de coulée. Après une phase de refroidissement, les métaux ont été empilés et éliminés. Les personnes qui travaillaient dans ces boulangeries étaient en mauvaise santé car les vapeurs de plomb dégagées lors de leur fusion étaient extrêmement toxiques. C'est aussi pour cette raison que les fours sont situés dans une zone isolée, loin de la ville. À l’arrière des fours se trouvaient les ouvertures où l’air était soufflé à l’intérieur des chambres à l’aide d’une chambre à air hydraulique atteignant également une température de 1 000 °C, nécessaire à la fusion. Naturellement, les fours avaient besoin de bois. Cela a été pris dans les bois environnants et avant d'être utilisé, il était carbonisé.
Entre 1992 et 1993, la fonderie a été soumise à des mesures de sécurité sous le patronage de l'association Heimatpflegeverein. L'inauguration en présence de nombreuses autorités locales s'est effectuée le 19 juin 1994.
Témoins du passé industriel du Tyrol, ces fours représentent une utilisation importante de l’eau, à tel point qu’ils font partie du circuit d’information « I Tesori dell'Acqua » de l’association touristique de Dobbiaco.

## Cimetière militaire de Croda Bagnata

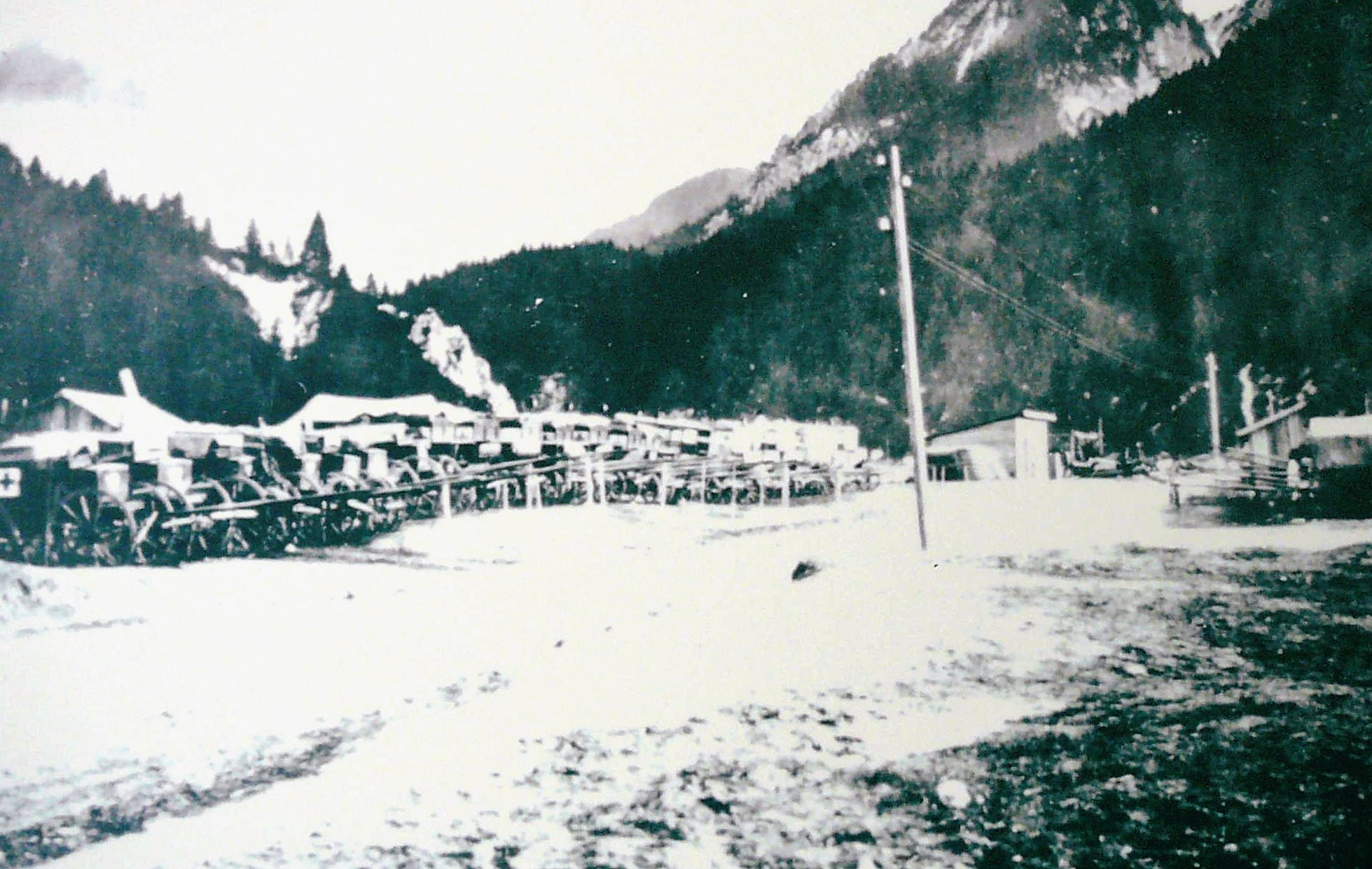
Hôpital militaire à Croda Bagnata-Nasswand, dans le val di Landro ; aujourd'hui se trouve le cimetière de guerre.

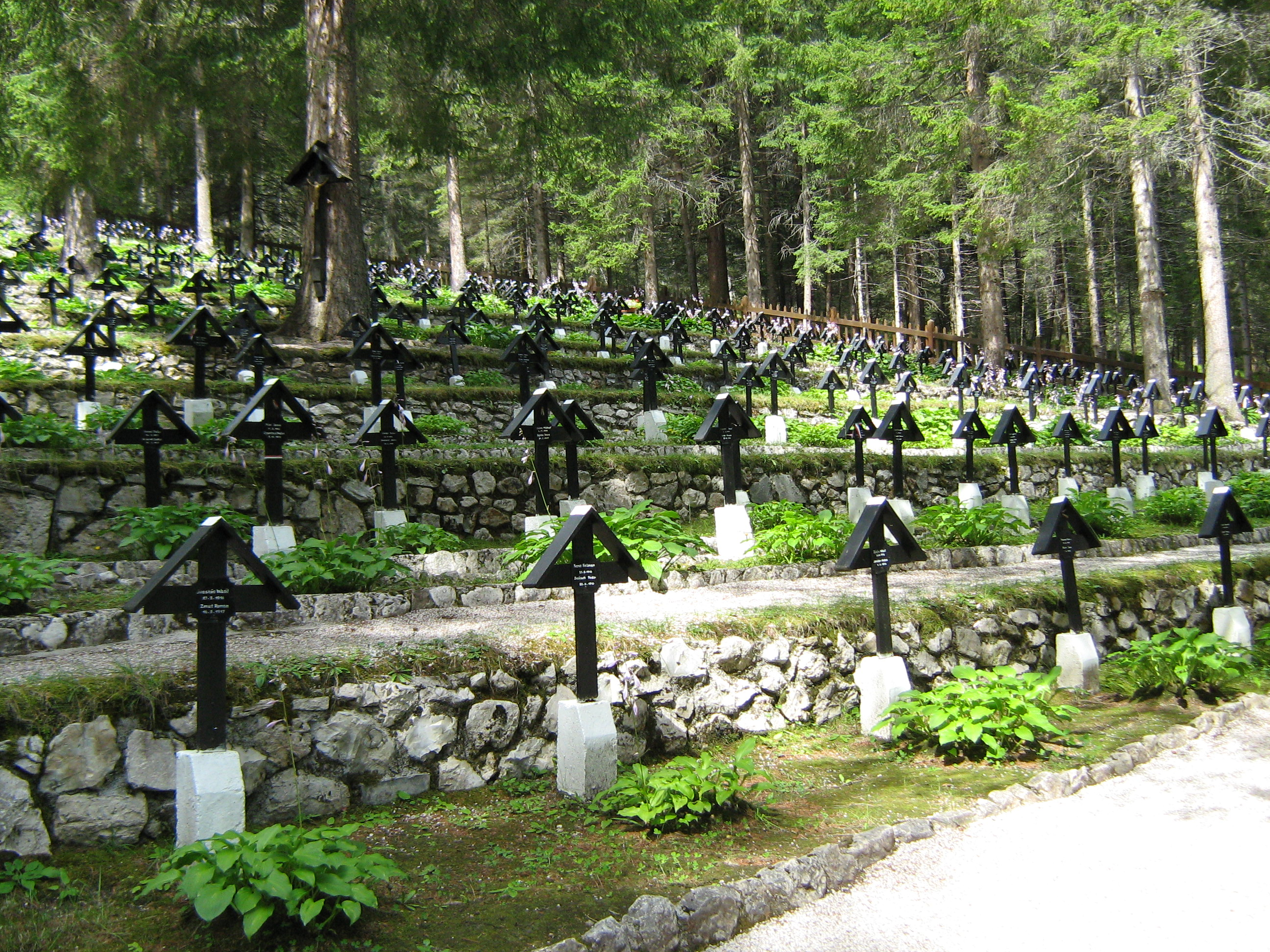
Le cimetière austro-hongrois de Dobbiaco.

Vers Cortina d'Ampezzo, le long du val di Landro et précisément au kilomètre 128 de la route nationale 51 d'Alemagna, à 8 kilomètres de Dobbiaco, s'élève au pied de Croda Bagnata un petit cimetière militaire bien entretenu, le cimetière austro-hongrois de Dobbiaco. Il rassemble principalement les restes de soldats de l'empire austro-hongrois qui se sont livrés à de sanglantes batailles avec les forces italiennes au Monte Piana, à proximité, pendant la Première Guerre mondiale, dont le plateau au sommet a été disputé de juin 1915 à octobre 1917. Au total, le cimetière abrite les restes de 1 259 tombés appartenant aux différentes nations qui composaient l'empire austro-hongrois. 
Dans le cimetière se trouvent principalement des locuteurs natifs non germaniques. Il est intéressant de regarder les croix des noms de famille typiques de l’Europe de l’Est, mais aussi les noms italien et espagnol, confirmant le cosmopolitisme de l’État de Habsbourg fondé sur une forme de décentralisation administrative qui a longtemps constitué un modèle d’efficacité reconnue en Europe. 

## Escalade
Le long du val di Landro se trouvent deux parois, les mieux équipées des Dolomites de Sesto. 
La première, connue sous le nom de Palestra di Landro, est située le long de la route, au sud du lac de Landro, au niveau du kilomètre 122, à droite en venant de Dobbiaco. C'était la première à être équipée dans la région. La paroi présente un dévers sur lequel certaines voies ont été aménagées. Ce dévers et le surplomb de droite restent secs même en cas de pluie.
La seconde, plus récente, a été équipée par le club alpin sud-tyrolien du val Rimbon dans un mur de dolomie jaune et noir. Pour s'y rendre, il suffit de se garer à l'hôtel Tre Cime di Lavaredo, au kilomètre 124 et de marcher pendant une demi-heure sur un chemin de terre.  Au bout de deux kilomètres environ, avant la jonction avec le val Rimbianco, un petit sentier bifurque vers la gauche et monte au pied de la falaise. Ce mur est divisé en deux secteurs, le premier étant avant tout destiné aux débutants, les itinéraires simples et faciles prévalant ; dans le deuxième secteur, il y a les itinéraires difficiles, côtés 6, 7 et 8b.